# Saint-Victor-de-Réno
Saint-Victor-de-Réno är en kommun i departementet Orne i regionen Normandie i nordvästra Frankrike. Kommunen ligger i kantonen Longny-au-Perche som tillhör arrondissementet Mortagne-au-Perche. År 2018 hade Saint-Victor-de-Réno 170 invånare.

## Befolkningsutveckling
Antalet invånare i kommunen Saint-Victor-de-Réno
| Referens: INSEE |